# Trinwillershagen
Trinwillershagen è un comune del Meclemburgo-Pomerania Anteriore, in Germania.

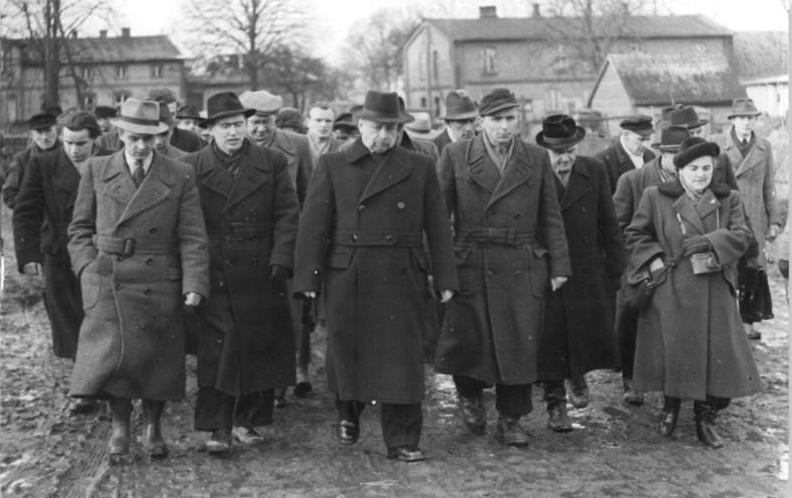
Walter Ulbricht in visita alla Cooperativa di produzione Agricola a Trinwillershagen nel 1953

Appartiene al circondario (Kreis) di Pomerania Anteriore-Rügen ed è parte della comunità amministrativa (Amt) di Recknitz-Trebeltal.

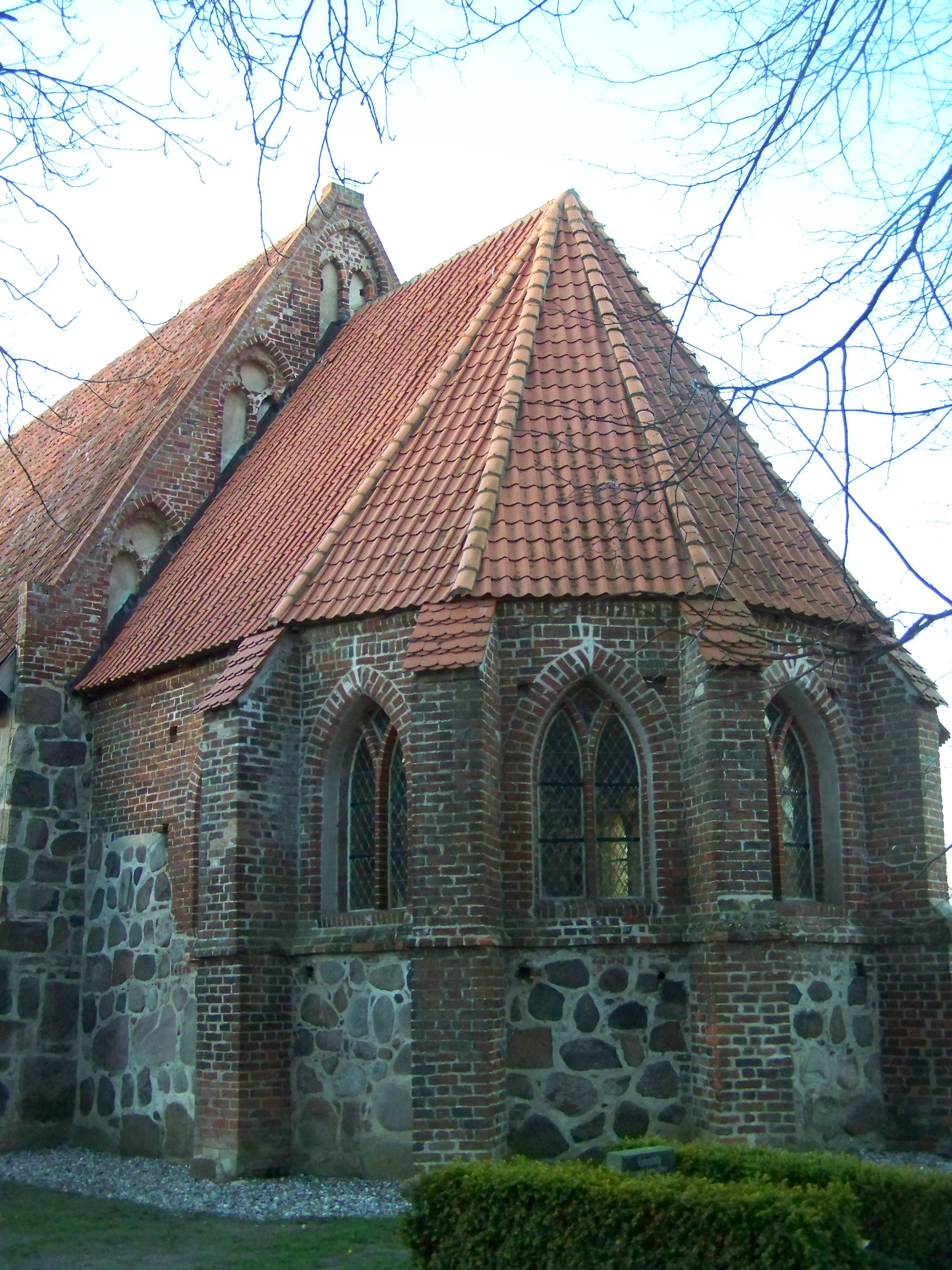
Chiesa di Langenhanshagen a Trinwillershagen